# Сорокина, Мария Анатольевна
Мари́я Анато́льевна Соро́кина (род. 19 августа 1995, Белый, Тверская область) — российская хоккеистка, вратарь. В составе сборной России участница зимних Олимпийских игр в Пекине 2022 и бронзовый призёр чемпионата мира 2016 года. Четырехкратная чемпионка России, трехкратный победитель кубка ЖХЛ, победитель Универсиады 2017. Мастер спорта России международного класса.

## Биография

### Клубная карьера
Хоккеем Мария занялась в октябре 2008 года. Первый тренер — Алексей Зудин. Первой и единственной хоккейной школой Марии стал «Атлант» из Мытищ. Мария играла в командах мальчиков 1996 и 1997 годов рождения. Изначально была полевым игроком, но после нескольких месяцев тренировок заняла вратарскую позицию. Первый турнир с участием Марии прошёл в Зеленограде в 2009 году — соревнования «Золотой шайбы». В 2013 году Мария приняла участие в сборе в «Комете» из Можайска, но вскоре перешла в петербургское «Динамо». Завоевав в составе клуба из Санкт-Петербурга — Бронзу, чемпионата Женской Хоккейной Лиги. Так же, является двукратным обладателям, приза — «лучший вратарь», чемпионата ЖХЛ, сезона 15/16 — 16/17г. Вручаемого по итогам сезона. Участница первого «Матча Всех Звёзд» ЖХЛ, прошедшего в 2017 году, в г. Уфа.

### Карьера в сборной
Меньше чем через год после начала тренировок и матчей Мария стала привлекаться в молодёжную сборную России.
. Мария выступила в составе сборной в 2010 году на Турнире четырёх, сыграв три матча.
В 2015 году Мария дебютировала на чемпионате мира в составе национальной сборной, отправившись номинально третьим вратарём, но став вскоре основным. На турнире Мария играла в шлеме с портретом Алексея Черепанова. Всего на турнире Мария сыграла три матча: против Канады в групповом этапе (поражение 0:4, сменила Юлию Лескину и не пропустила ни одной шайбы), с командой США, отыграла половину матча, заняв место в воротах с первых минут, пропустила 3 шайбы из 13 забитых, командой соперника. А также против Финляндии за 3-е место (поражение 1:4, в самом конце игры была заменена шестым полевым игроком).
В 2016 году Мария Сорокина выиграла бронзовые медали чемпионата мира: сборная России обыграла Финляндию в игре за 3-е место. В 2017 году Мария стала чемпионкой зимней Универсиады 2017 года в составе сборной России, победившей Канаду в финале (4:1).

### Личная жизнь
Имеет много увлечений. Любит путешествия, животных, музыку и активный отдых. Играет на фортепиано и мечтает попробовать себя в качестве пилота военного истребителя. Близким к Марии источникам, известно, что Маша активно занимается благотворительностью. Тем самым мотивируя себя к работе, чтобы иметь возможность помогать тем, кто нуждается в этом. Любимый игрок — Сергей Бобровский, Брэйден Холтби и Кэри Прайс.